# Matsudaira Nobunori
Matsudaira Nobunori (松平喜徳, 1855 - 1891), foi um samurai do final do Período Edo da História do Japão.
Foi o Décimo Daimyō do Domínio de Aizu (1868-69). Foi filho de Tokugawa Nariaki de Mito, foi adotado por Matsudaira Katamori como sucessor. Depois de um ano como daimyō, renunciou, permitindo que o filho legitimo de Katamori, Keizaburō ( Kataharu) assumisse o posto. 
Nobunori então se tornou o líder do Clã Matsudaira de Matsukawa, e passou um tempo estudando no exterior, na França .
| Precedido por Matsudaira Katamori | Décimo Daimyō de Aizu 1868-1869 | Sucedido por Matsudaira Kataharu |